# Aprasia pseudopulchella
Aprasia pseudopulchella — вид геконоподібних ящірок родини лусконогових (Pygopodidae). Ендемік Австралії. 

## Поширення і екологія
Aprasia pseudopulchella мешкають в горах Фліндерс в Південній Австралії, зокрема на західних схилах хребта Маунт-Лофті та у північних передмістях Аделаїди. Вони живуть в рідколіссях та на луках. Живляться личинками і лялечками комах.